# 假如我是真的 (電影)
《假如我是真的》是1981年發行上映的台灣電影，由王童執導，譚詠麟、胡冠珍主演。故事改編自沙叶新的同名剧本，講述中國大陸文革之后官僚特权、走后门等情況。本片獲得第18屆金馬獎最佳劇情片及最佳改編劇本大獎，譚詠麟亦憑此片得最佳男主角。《假如我是真的》的幕后人员大都参与过电影《皇天后土》的拍摄，因而对大陆人的生活状况做过深入了解，道具、衣着、布景等方面较为写实。但本片在臺灣本土票房不佳，仅上映八天就匆匆下架，收入尚不及宣发费用。起初在香港被英属香港政府禁映，理由為「影響與鄰近地區關係」，直到1989年六四事件前才解禁。

## 劇情
一位上山下鄉的青年李小璋（譚詠麟飾）回鄉探望未婚先孕的女友（胡冠珍飾），并希望和她尽快完婚，但因为没能回城，所以其女友的父亲阻止兩人結婚。
李小璋曾冒充北京来的高干子弟看话剧《钦差大臣》，被话剧团团长认定是中国人民解放军总参谋部副总李达的儿子，受到上海市文化局局长、上海市副市长、中共上海市委书记夫人等眾人巴結。为了能够回城，李小璋決定詐騙高層幹部；最后被識破，被捕入獄。李小璋的女朋友知道和他结婚无望，投江自尽；李小璋也在狱中割腕自尽，而牢房牆壁上以血寫著「假如我是真的」......

## 電影歌曲

### 主題曲
| 歌名             | 演唱者 | 作曲 | 填詞 |
| 〈假如我是真的〉 | 鄧麗君 | 欣逸 | 莊奴 |

## 獎項
| 主辦單位     | 獎項         | 受獎者           | 階段／結果 |
| ------------ | ------------ | ---------------- | ---------- |
| 第18屆金馬獎 | 最佳影片     | 《假如我是真的》 | 獲獎       |
| 第18屆金馬獎 | 最佳男主角   | 譚詠麟           | 獲獎       |
| 第18屆金馬獎 | 最佳改編劇本 | 張永祥           | 獲獎       |
| 第18屆金馬獎 | 最佳美術設計 | 王童             | 提名       |
| 第18屆金馬獎 | 最佳攝影     | 林鴻鐘           | 提名       |

## 外部連結
- 開眼電影網上《假如我是真的》的資料（繁體中文）
- 香港影庫上《假如我是真的》的資料（繁體中文）
- 时光网上《假如我是真的》的資料（简体中文）
- 豆瓣电影上《假如我是真的》的資料 （简体中文）
- 爛番茄上《假如我是真的》的資料（英文）
- AllMovie上《假如我是真的》的资料（英文）
- 互联网电影数据库（IMDb）上《假如我是真的》的资料（英文）